# Gradečki Pavlovec
Gradečki Pavlovec je naseljeno mjesto u Republici Hrvatskoj u Zagrebačkoj županiji. 

## Zemljopis
Administrativno je u sastavu općine Gradec. Naselje se proteže na površini od 4,65 km².

## Stanovništvo
Prema popisu stanovništva iz 2001. godine u Gradečkom Pavlovcu živi 506 stanovnika i to u 146 kućanstva. Gustoća naseljenosti iznosi 108,82 st./km².
| broj stanovnika | 469   | 519   | 511   | 567   |       | 730   | 710   | 662   | 438   | 592   | 601   | 490   | 453   | 404   | 506   | 473   | 377   |
|                 | 1857. | 1869. | 1880. | 1890. | 1900. | 1910. | 1921. | 1931. | 1948. | 1953. | 1961. | 1971. | 1981. | 1991. | 2001. | 2011. | 2021. |